# Provincia di Kampot
La provincia di Kampot (in lingua khmer:ខេតុកំពត) è una provincia della Cambogia situata nella parte meridionale, con capoluogo la città di Kampot da cui prende il nome. La provincia ha una popolazione di 585.110 abitanti e comprende otto distretti, divisi in 92 comuni, per un totale di 483 villaggi

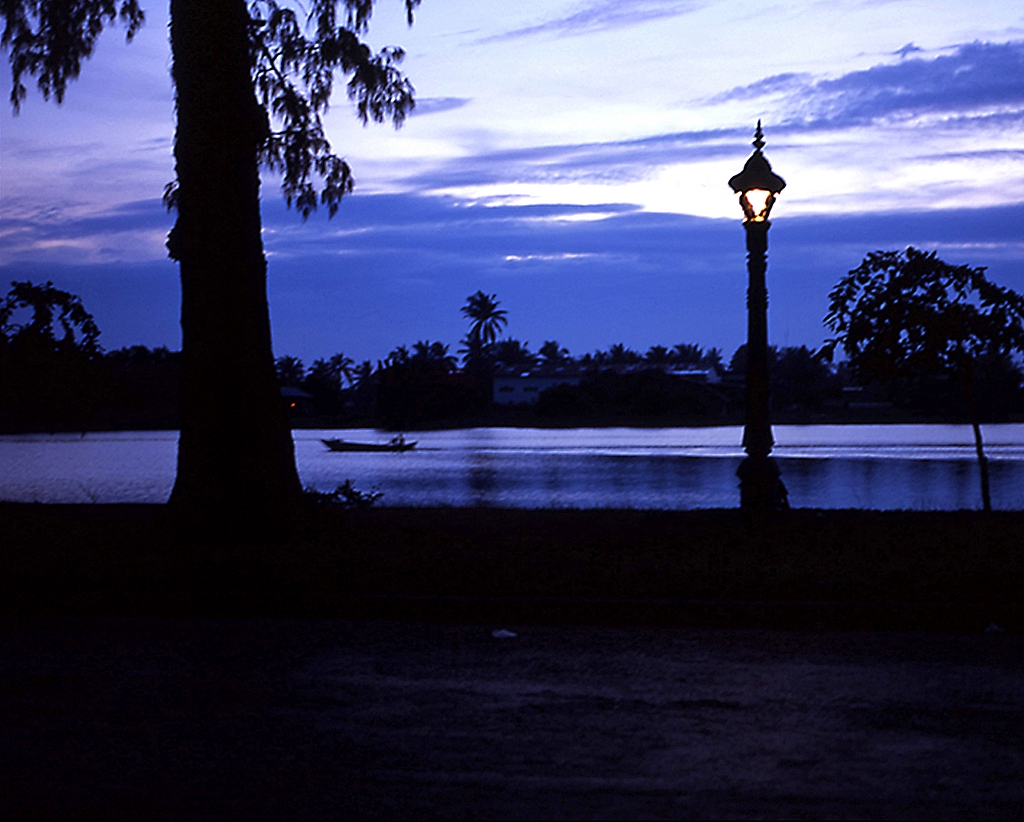
Il lungofiume della città di Kampot al tramonto

## Distretti
La provincia è suddivisa in 8 distretti.
- 0701 Angkor Chey - អង្គរជ្រៃ
- 0702 Banteay Meas - បន្ទាយមាស
- 0703 Chhuk - ឈូក
- 0704 Chum Kiri - ជុំគីរី
- 0705 Dang Tong - ដងទង
- 0706 Kampong Trach - កំពង់ត្រាច
- 0707 Kampot - កំពត
- 0708 Kampong Bay - កំពង់បាយ